# Catedral de St Albans
Catedral de St Albans, oficialmente Catedral e Igreja da Abadia de Santo Albano, muitas vezes referida localmente como "a Abadia", é uma catedral da Igreja da Inglaterra em St Albans, Inglaterra. Grande parte de sua arquitetura data da época normanda. Deixou de ser abadia após a sua dissolução no século XVI e tornou-se catedral em 1877. Embora legalmente uma igreja catedral, difere em alguns pormenores da maioria das outras catedrais da Inglaterra, sendo também usada como igreja paroquial, da qual o deão é reitor com os mesmos poderes, responsabilidades e deveres de qualquer outra paróquia. Com 85 metros de comprimento, tem a nave mais longa de qualquer catedral da Inglaterra.
Provavelmente fundado no século VIII, o edifício atual é de arquitetura normanda ou românica do século XI, com acréscimos góticos e oitocentistas.

## Primeiro mártir cristão da Grã-Bretanha
De acordo com Beda, cujo relato da vida do santo é o mais elaborado, Albano viveu em Verulâmio, em algum momento durante os séculos III ou IV. Naquela época, os cristãos começaram a sofrer "perseguição cruel". A lenda prossegue com Albano encontrando um padre cristão (conhecido como Anfíbalo) fugindo de "perseguidores" e abrigando-o em sua casa por vários dias. Albano ficou tão impressionado com a fé e piedade do padre que logo se converteu ao cristianismo. Eventualmente, os soldados romanos vieram para prender o padre, mas Albano vestiu sua capa e se apresentou aos soldados no lugar de seu convidado. Foi levado perante um juiz e condenado à decapitação. Quando foi levado à execução, chegou a um rio de forte correnteza, comumente considerado o rio Ver, atravessou-o e deu cerca de 500 passos até uma colina levemente inclinada com vista para uma bela planície. Quando chegou ao cume, começou a ter sede e orou para que Deus lhe desse de beber, ao que a água brotou a seus pés. Foi neste lugar que sua cabeça foi cortada. Imediatamente depois que um dos carrascos deu o golpe fatal, seus olhos caíram no chão ao lado da cabeça de Albano. Versões posteriores do conto dizem que a cabeça rolou para baixo e que um poço jorrou onde parou. A Catedral de St Albans fica perto do suposto local do martírio de Albano, e referências ao poço existem em nomes de lugares locais. O rio próximo foi chamado de Halywell ("Poço Sagrado") na era medieval, e a estrada até Holmhurst Hill, na qual a Abadia está localizada, é chamada de Holywell Hill, mas tem sido chamada de Halliwell Street e outras variações pelo menos desde o século XIII. Os restos de uma estrutura de poço foram encontrados na parte inferior de Holywell Hill. No entanto, acredita-se que este poço não seja anterior ao século XIX.
A data da execução de Albano nunca foi firmemente estabelecida. A Crônica Anglo-Saxônica lista o ano 283, mas Beda o coloca em 305. Fontes originais e historiadores modernos como William Hugh Clifford Frend e Antony Charles Thomas indicam o período de 251–259 (sob os perseguidores Décio ou Valeriano) como mais provável.
O túmulo de Santo Anfíbalo está na catedral.